# Diogo dos Santos Lima
Diogo dos Santos Lima (27 de diciembre de 1985, Itabuna, Bahia, Brasil), futbolista brasileño. Juega de defensa y su primer equipo fue Cruzeiro EC.

## Clubes
| Club        | País   | Año |
| ----------- | ------ | --- |
| Cruzeiro EC | Brasil | ?-  |

## Palmarés

### Campeonatos nacionales
| Título             | Club        | País   | Año  |
| ------------------ | ----------- | ------ | ---- |
| Campeonato Mineiro | Cruzeiro EC | Brasil | 2006 |

- Datos: Q5279237